# 19 Naughty III
19 Naughty III es el tercer álbum de estudio del trío de hip hop Naughty by Nature. Fue publicado el 23 de febrero de 1993 a través de Tommy Boy Records. Las sesiones de grabación se llevaron a cabo en Unique Recording Studios, Soundtrack Studios y Electric Lady Studios en la ciudad de Nueva York desde febrero de 1992 hasta enero de 1993. Se lanzaron tres sencillos del álbum – el segundo éxito del grupo entre los 10 primeros, «Hip Hop Hooray», así como los éxitos menores «It's On» y «Written on Ya Kitten». La producción estuvo a cargo en su totalidad del miembro del grupo Kay Gee, con producción adicional de SID Reynolds. Incluye apariciones especiales de Heavy D, Queen Latifah, Freddie Foxxx y Rottin Razkals.

## Recepción de la crítica
El crítico de Entertainment Weekly, James Bernard, comentó que 19 Naughty III, “confirma la posición de Naughty by Nature como los raperos hardcore más pegadizos”. El crítico de AllMusic, Steve Huey, escribió: “Unos pocos momentos más lentos no impiden que 19 Naughty III se clasifique como el segundo triunfo consecutivo de Naughty by Nature”.

## Rendimiento comercial
En los Estados Unidos, 19 Naughty III debutó en el puesto #3 durante la semana del 13 de marzo de 1993. El álbum también debutó en el número 69 en la lista Top R&B/Hip-Hop Albums el 6 de marzo de 1993. La semana siguiente, el álbum subió al número 1 en la lista y se mantuvo en esa posición durante 2 semanas.
El álbum fue oficialmente certificado disco de platino por la Recording Industry Association of America (RIAA) el 18 de mayo de 1993.

## Relanzamiento de 2023
El sello discográfico Tommy Boy reeditó 19 Naughty III en una edición del 30.° aniversario para el 24 de febrero de 2023 y presentaba 6 bonus tracks, incluido una versión extendida de «Hip Hop Hooray» que nunca ha estado disponible en plataformas de streaming.

## Lista de canciones
Todas las canciones escritas y compuestas por Naughty by Nature. 
| Edición estándar |                                            |          |  |
| N.º              | Título                                     | Duración |  |
| 1.               | «19 Naughty III»                           | 4:44     |  |
| 2.               | «Hip Hop Hooray»                           | 4:28     |  |
| 3.               | «Ready for Dem» (con Heavy D)              | 4:09     |  |
| 4.               | «Take It to Ya Face»                       | 3:19     |  |
| 5.               | «Daddy Was a Street Corner»                | 4:23     |  |
| 6.               | «The Hood Comes First»                     | 3:37     |  |
| 7.               | «The Only Ones»                            | 3:20     |  |
| 8.               | «It's On»                                  | 5:05     |  |
| 9.               | «Cruddy Clique»                            | 2:45     |  |
| 10.              | «Knock Em Out da Box» (con Rottin Razkals) | 2:11     |  |
| 11.              | «Hot Potato» (con Freddie Foxxx)           | 5:00     |  |
| 12.              | «Sleepin' on Jersey» (con Queen Latifah)   | 2:51     |  |
| 13.              | «Written on Ya Kitten»                     | 4:23     |  |
| 14.              | «Sleepwalkin' II / Shout Outs»             | 7:44     |  |

## Posicionamiento

### Gráfica semanal
| Gráfica (1993)                                    | Pico de posición |
| ------------------------------------------------- | ---------------- |
| Alemania (Offizielle Top 100)                     | 41               |
| Australia (ARIA Charts)                           | 74               |
| Estados Unidos (Billboard 200)                    | 3                |
| Estados Unidos (Billboard Top R&B/Hip-Hop Albums) | 1                |
| Nueva Zelanda (Recorded Music NZ)                 | 42               |
| Países Bajos (Album Top 100)                      | 64               |
| Reino Unido (UK Albums Chart)                     | 40               |
| Suiza (Schweizer Hitparade)                       | 40               |

### Gráfica de fin de año
| Gráfica (1993)                                    | Pico de posición |
| ------------------------------------------------- | ---------------- |
| Estados Unidos (Billboard 200)                    | 67               |
| Estados Unidos (Billboard Top R&B/Hip-Hop Albums) | 17               |

## Certificaciones y ventas
| País                  | Certificación | Ventas    |
| --------------------- | ------------- | --------- |
| Estados Unidos (RIAA) | Platino       | 1,000,000 |